# Wolfsklippen
Die Wolfsklippen, auch Wolfsklippe genannt, im Harz sind eine Erhebung und zugleich Ort der dortigen Granitfelsklippen nahe Hasserode im Landkreis Harz in Sachsen-Anhalt. Die Berghöhe wird häufig mit etwa 723 m ü. NHN, zuweilen aber auch mit nur rund 710 m Höhe angegeben.

## Geographische Lage und Umgebung
Die Wolfsklippen liegen im Nationalpark Harz etwas nordwestlich der halben Luftlinie zwischen dem Wernigeröder Ortsteil Hasserode im Ostnordosten und dem Berg Brocken im Südwesten; zirka 5,5 km nordöstlich befindet sich mit Darlingerode ein Ortsteil von Ilsenburg. Etwa 1,5 km nordnordwestlich liegt die Plessenburg und knapp 600 m östlich verläuft von dort kommend der Fahrweg nach Drei Annen Hohne. Auf der Nordflanke der Wolfsklippen befindet sich das Quellgebiet des Tänntalbach als Zufluss des Rammelsbachs.
Die Wolfsklippen waren von Nadelwald bedeckt. Ihre Klippen sind Felsformationen aus Granit, die sich verstreut im Gipfelbereich und südwestlich davon befinden.

## Name und Sage
An den Wolfsklippen soll der letzte Wolf der Umgebung erlegt worden sein, woher der Name der Erhebung stammen könnte. Einer weiteren Sage zufolge stammt der Name der Klippen aus der Zeit der Hexenverfolgung, als sich hier ein der Hexerei bezichtigtes Mädchen bei einer Wölfin versteckte.

## Aussichtsgerüst und Wandern
Auf dem Gipfel der Wolfsklippen errichteten Mitglieder des Harzklubs 1901 ein eisernes Aussichtsgerüst, das heute noch existiert. Damals hatte man von dort eine gute Aussicht auf den Brocken sowie in Richtung Ilsenburg und Wernigerode. In den 2000er Jahren war dieser Ausblick kaum noch möglich, da hoher Fichtenwald die Sicht versperrte. Durch den Borkenkäfer waren die Fichtenbestände Ende der 2010er Jahre so geschädigt, dass sie abstarben. Seit dem Jahr 2021 sind sowohl das Gerüst als auch der Weg zum Gipfel aus Sicherheitsgründen gesperrt.
Die Wolfsklippen sind als Nr. 24 in das System der Stempelstellen der Harzer Wandernadel einbezogen. Die Stempelstelle befindet sich in etwa 100 m Entfernung vom Gipfel am Alexanderstieg.